# فاكوندو ترينيداد
فاكوندو ترينيداد (بالإسبانية: Facundo Trinidad)‏ هو لاعب كرة قدم أوروغواياني، ولد في 14 أبريل 2002 في مونتيفيديو في الأوروغواي.

## وصلات خارجية
- فاكوندو ترينيداد على موقع قاعدة بيانات كرة القدم.إي يو (الإنجليزية)
- فاكوندو ترينيداد على موقع Soccerway.com (الإنجليزية)
- فاكوندو ترينيداد على موقع عالم كرة القدم.نت (الإنجليزية)